# Claus Larsen-Jensen
Claus Larsen-Jensen, född 9 maj 1953 i Köpenhamn, är en dansk politiker och författare.
Claus Larsen-Jensen studerade på Roskilde Amtsgymnasium 1970-73. Han var förbundssekreterare i Danmarks Socialdemokratiske Ungdoms Landsforbund 1978-82 och internationell sekreterare Specialarbejderforbundet i Danmark 1982-98. Han har varit medlem i Folketinget för Socialdemokraterne 1991-94 och 1998-2005.
Han är sedan december 2013 ledamot av Europaparlamentet.